# Idaea iridaria
Idaea iridaria là một loài bướm đêm trong họ Geometridae.